# The Stanley Clarke Band
Albums de The Stanley Clarke Band
Jazz In The Garden
(2008)
The Stanley Clarke Band est un album du contrebassiste de jazz américain Stanley Clarke et de son groupe composé aussi de Ruslan Sirota aux claviers et de Ronald Bruner Jr. à la batterie, avec la participation de Hiromi au piano. Il est paru en 2010 sous le label Heads Up.
Il a reçu le Grammy Award en 2011 de meilleur album de jazz contemporain.

## Titres
Toutes les compositions sont de Stanley Clarke sauf indication contraire.
1. "Soldier" (Ruslan Sirota) 7:07
2. "Fulani" (Armand Sabal-Lecco) 6:29
3. "Here's Why Tears Dry" 4:52
4. "I Wanna Play for You Too" (Felton C. Pilate II) 4:13
5. "Bass Folk Song No. 10" 3:40
6. "No Mystery" (Chick Corea) 7:09
7. "How Is the Weather Up There?" (Ronald Bruner, Jr., Clarke) 5:54
8. "Larry Has Traveled 11 Miles and Waited a Lifetime for the Return of Vishnu’s Report" 6:32
9. "Labyrinth" (Hiromi) 5:56
10. "Sonny Rollins" 8:49
11. "Bass Folk Song No. 6 (Mo Anam Cara)" 2:41

## Musiciens
The Stanley Clarke Band
- Stanley Clarke - contrebasse
- Ronald Bruner, Jr. – batterie
- Ruslan Sirota – piano, claviers
- Hiromi Uehara - piano

Autres musiciens
- Rob Bacon – guitare
- Charles Altura – guitare
- Bob Sheppard – saxophone
- Natasha Agrama, Cheryl Bentyne, Ilsey Juber – voix
- Lorenzo Dunn – synthétiseur
- John Papenbrook – trompette
- Andrew Lippman – trombone
- Felton C. Pilate II– claviers
- Armand Sabal-Lecco – basse
- Doug Webb – saxophone